# Góry Czarne (Południowa Afryka)

Czerwone skały Gór Czarnych

Góry Czarne (ang. Swartberg, afr.: Swartberge, Zwartberg a. Zwarte Bergen) – łańcuch górski w Prowincji Przylądkowej Zachodniej, z najwyższym szczytem Swartberg o wysokości 2512 m n.p.m. Łańcuch dzieli się na Małe Góry Czarne i Wielkie Góry Czarne.
Chociaż Góry Czarne zbudowane są w większości z czerwonych skał, erozja i roślinność zabarwiły je na ciemny kolor i z dużej odległości góry wydawały się pierwszym osadnikom czarne.
Łańcuch oddziela Karru Małe od Karru Wielkiego. U podnóża gór leżą miejscowości Oudtshoorn na południu, Prince Albert na północy i De Rust na wschodzie. Przez góry przebiega trasa R12, biegnąca wzdłuż rzeki w dolinie Meiringspoort od Prince Albert do De Rust. Około 29 km na północ od Oudtshoorn leżą Groty Cango.
Szczególną atrakcją turystyczną jest przełęcz Swartberg Pass leżąca na wysokości 1583 m n.p.m. W 1996 roku, tj. w setną rocznicę otwarcia biegnącej tamtędy drogi, przełęcz uznano za pomnik narodowy RPA.
Góry Czarne są też jednym z obszarów chronionych w ramach regionu Cape Floral, w 2004 roku wpisanego na listę światowego dziedzictwa UNESCO.

## Galeria

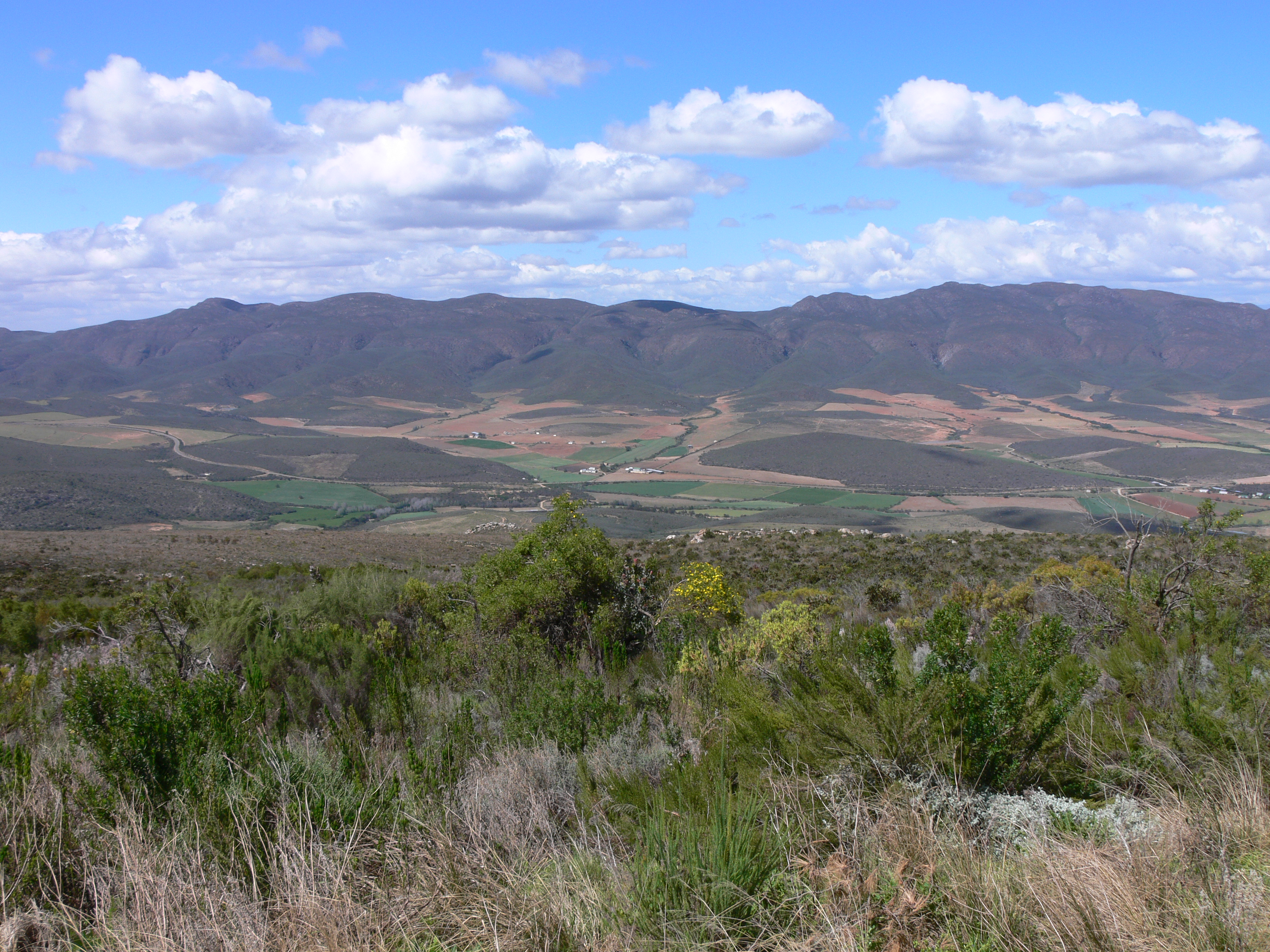
Góry Czarne na horyzoncie
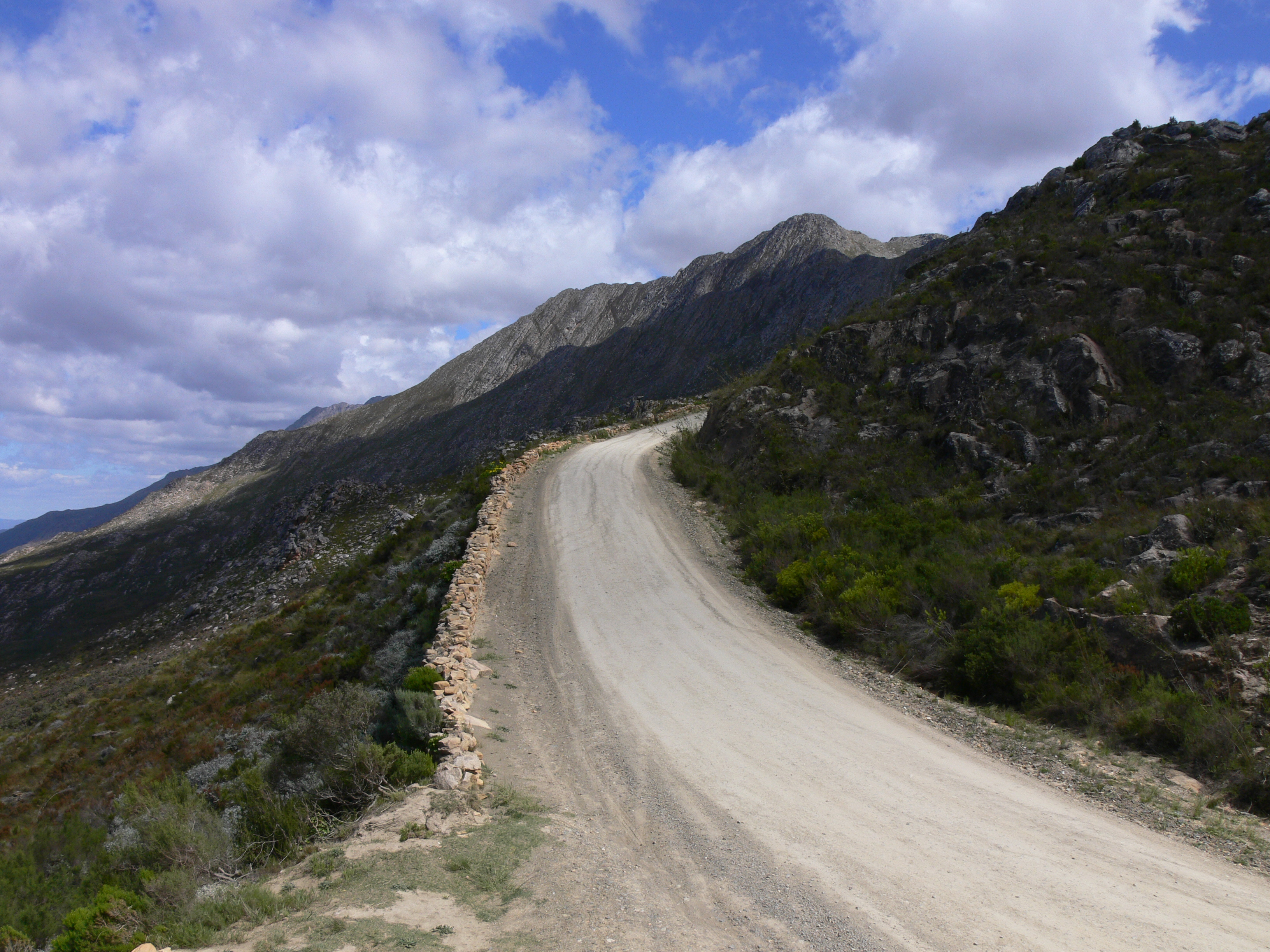
Droga przez Swartberg Pass
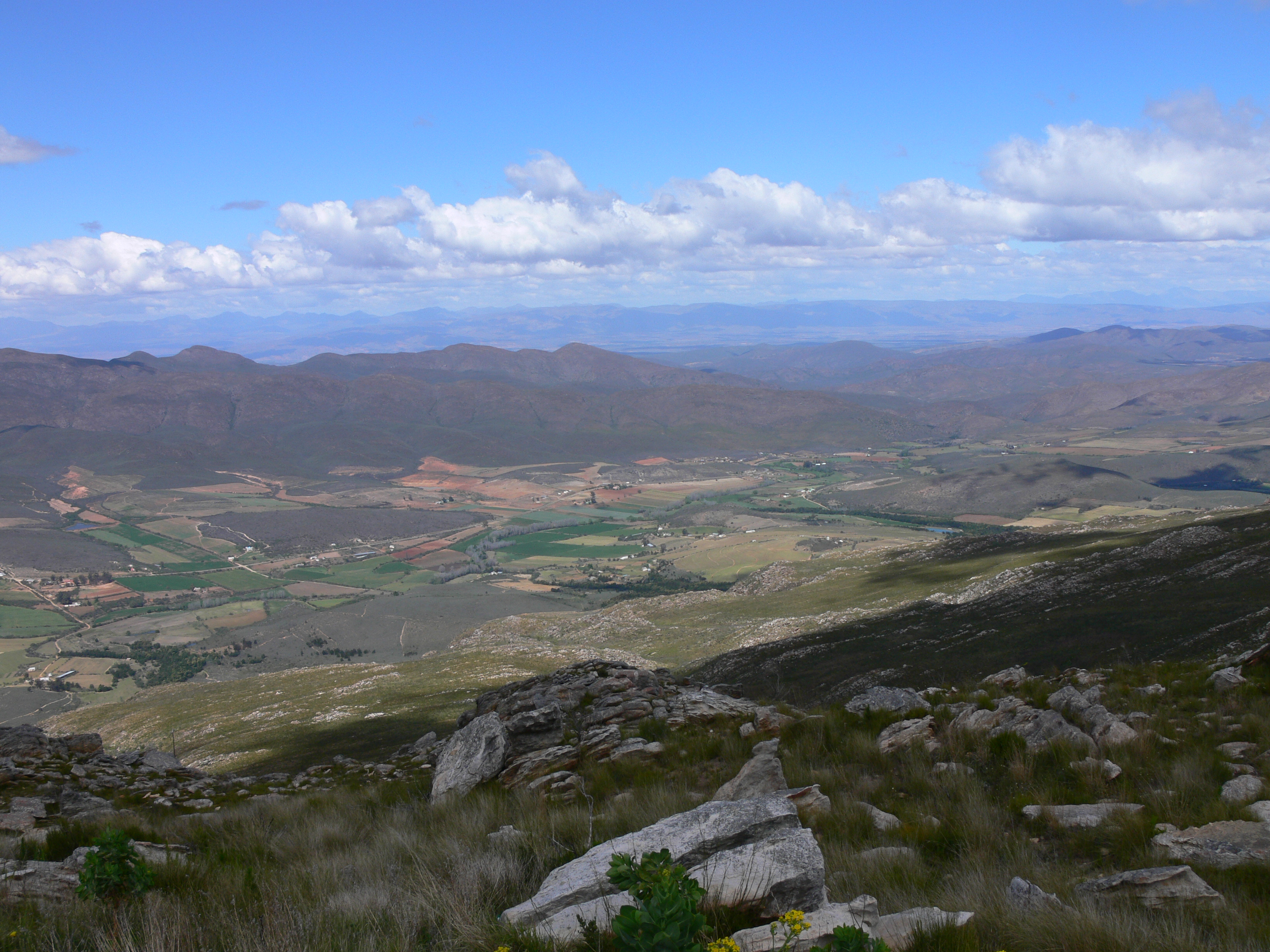
Widok z przełęczy
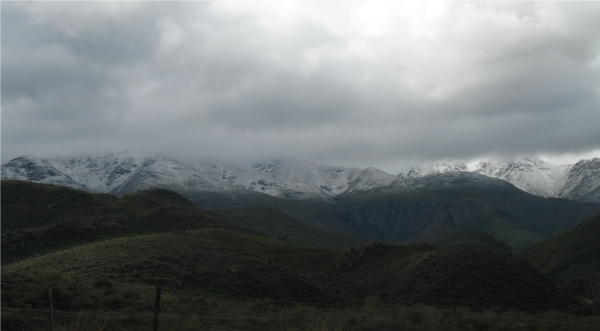
Góry Czarne pokryte śniegiem
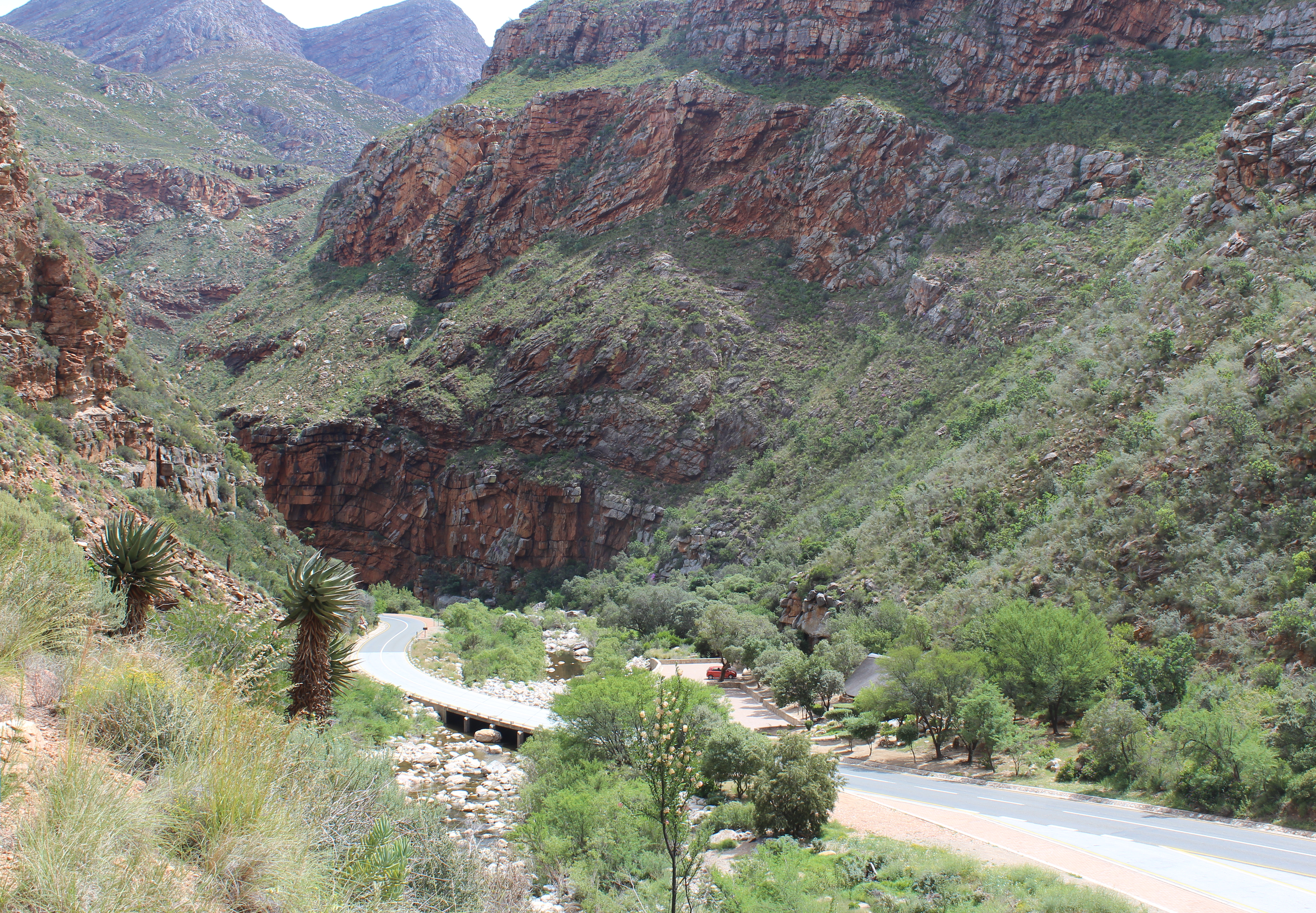
Droga przez Meiringspoort